# Cyrtandra anthropophagorum
Cyrtandra anthropophagorum är en tvåhjärtbladig växtart som beskrevs av Berthold Carl Seemann och Asa Gray. Cyrtandra anthropophagorum ingår i släktet Cyrtandra och familjen Gesneriaceae. Inga underarter finns listade i Catalogue of Life.